# 聖夏爾勳章
聖夏爾勳章（法語：Ordre de Saint Charles）是摩納哥等級最高的勳章，用於嘉獎為摩納哥親王國或為親王本人作出重大貢獻的個人。

## 勳位級別
聖夏爾勳章包含五個勳位級別：
1. 騎士（chevaliers）；
2. 軍官（officiers）；
3. 指揮官（commandeurs）；
4. 高等軍官（grands-officiers）；
5. 大十字（grands-croix）。

### 勳略
| 大十字勳略 | 高等軍官勳略 | 指揮官勳略 | 軍官勳略 | 騎士勳略 |

## 歷史
聖夏爾勳章於1858年由時任摩納哥親王夏爾三世設立。

## 著名獲獎者

### Knights Grand Cross

#### 由摩納哥親王查理三世授于
- 瑞典及挪威聯合王國國王奥斯卡二世– 1862年1月16日
- 丹麦国王克里斯蒂安九世– 1864 年2月7日
- 突尼斯貝伊穆罕默德三世·萨迪克– 1864年12月28日
- 黑森大公路德维希三世– 1865年4月23日
- 黑森-达姆施塔特亚历山大王子– 1865年4月23日
- 西班牙女王伊莎贝拉二世– 1865年9月17日
- 西班牙的阿方索王子(日后国王阿方索十二世)– 1865年9月17日
- 符腾堡国王卡尔一世– 1865年9月24日
- 德律安·德·吕– 1865年12月24日
- 塞拉布隆内斯侯爵胡安·德·萨瓦拉– 1866年6月2日
- 普鲁士的卡尔王子– 1869年4月6日
- 巴登大公弗里德里希一世– 1869年10月19日
- 法国皇帝拿破仑三世– 1869年11月16日
- 巴西皇帝佩德罗二世 – 1872年3月19日
- 奧地利皇帝及匈牙利国王弗朗茨·约瑟夫一世– 1872年9月24日
- 俄罗斯皇帝亚历山大二世– 1873年7月22日
- 瑞典国王古斯塔夫五世– 1875年4月6日
- 荷蘭国王威廉三世– 1875年4月13日
- 西班牙国王阿玛迪奥一世– 1875年4月27日
- 葡萄牙首相丰特斯·佩雷拉·德·梅洛– 1876年7月18日
- 德卡兹公爵路易– 1877年3月20日
- 霍亨索伦亲王卡尔·安东– 1882年9月26日
- 塞尔维亚国王米兰一世– 1883年5月29日
- 俄罗斯皇帝亚历山大三世– 1883年8月14日
- 俄罗斯外交大臣尼古拉·卡尔洛维奇·格尔斯– 1883年8月21日
- 第二代乌拉赫公爵威廉·卡尔– 1883年12月4日
- 西约特兰公爵卡尔王子 – 1884年8月5日
- 符腾堡公爵阿尔布雷希特– 1889年2月12日

#### 由摩納哥親王阿尔贝一世授于
- 意大利王儲维托里奥·埃马努埃莱王子(日后国王维托里奥·埃马努埃莱三世世) – 1890年12月30日
- 保加利亚大公斐迪南一世– 1892年5月11日
- 法國總統费利克斯·福尔– 1896年3月3日
- 俄罗斯皇帝尼古拉二世– 1896年5月16日
- 巴伐利亚公爵卡尔·特奥多尔 – 1897年11月4日
- 德国皇储威廉– 1900年1月15日
- 德蘭士瓦共和國總統保罗·克鲁格– 1900年12月11日
- 法國總統埃米尔·卢贝– 1901年3月15日
- 儒勒·马斯内– 1902年2月18日
- 前法國總理皮埃尔·瓦尔德克-卢梭– 1902年6月10日
- 英国国王及印度皇帝爱德华七世– 1902年6月25日
- 葡萄牙王储路易斯·菲利佩– 1904年7月22日
- 萨克森-科堡-哥达的菲利普王子– 1905年3月21日
- 法國總統阿爾芒·法利埃– 1909年4月27日
- 葡萄牙国王曼努埃尔二世– 1909年8月13日
- 波斯沙阿艾哈迈德– 1915年1月14日
- 萨马德汗·蒙塔兹·萨尔坦纳– 1915年1月14日
- 伯多禄·加斯帕里– 1916年2月8日

#### 由摩納哥親王路易二世授于
- 法國總統亚历山大·米勒兰– 1923年1月16日
- 旺多姆公爵伊曼纽尔王子– 1923年6月19日
- 菲利普·贝当元帥– 1927年1月27日
- 威尔海姆王子– 1927年4月14日
- 利比里亞總統查尔斯·邓巴·伯恩吉斯·金– 1927年7月14日
- 利比里亞國務卿埃德温·巴克莱– 1927年10月20日
- 前法國總理保罗·潘勒韋– 1929年8月22日
- 意大利王儲翁贝托王子(日后国王翁贝托二世)– 1930年1月16日
- 意大利首相贝尼托·墨索里尼– 1930年1月16日
- 路易·弗朗謝·德斯佩雷元帥– 1930年2月27日
- 教皇庇护十二世– 1930年2月27 日
- 比利时王儲利奥波德王子– 1930年8月7日
- 法國總統保罗·杜美– 1932年3月31日
- 于贝尔·利奥泰元帥– 1932年4月21日
- 暹羅国王巴差提朴– 1934年3月1日
- 法國總統阿尔贝·勒布伦– 1934年7月5日
- 聖馬力諾執政官朱利亚诺·戈齐– 1935年5月2日
- 丹麦的克努特– 1936年3月5日
- 捷克斯洛伐克總統爱德华·贝奈斯– 1938年2月17日
- 安托瓦内特郡主– 1938年12月28日
- 法國總理爱德华·达拉第 – 1939年6月1日
- 希腊和丹麥的安德烈亚斯王子 – 1940年3月14日
- 希腊国王乔治二世– 1940年4月11日
- 摩纳哥王儲蘭尼埃王子(日后亲王蘭尼埃三世)– 1941年6月5日
- 法蘭西共和國臨時政府主席戴高乐– 1944年10月5日
- 教皇若望二十三世– 1947年7月10日
- 马里-皮埃尔·柯尼希將軍– 1947年9月4日
- 英国国王乔治六世– 1947年11月13日
- 希腊国王保罗一世– 1947年11月29日
- 卢森堡女大公夏洛特– 1949年1月20日

#### 由摩納哥親王蘭尼埃三世授于
- 爱丁堡公爵菲利普(日后菲利普亲王)– 1951年2月15日
- 法國外交部長罗贝尔·舒曼– 1952年1月21日
- 意大利王国末任首相及共和国首任總理阿尔契德·加斯贝利– 1954年1月20日
- 前意大利總理朱塞佩·佩拉– 1954年1月20日
- 法國總統勒内·科蒂– 1954年12月2日
- 比利时王儲阿尔贝王子(日后国王阿尔贝二世)– 1957年10月13日
- 巴滕贝格的维多利亚·欧珍妮– 1958年4月19日
- 法國總理米歇尔·德勃雷– 1959年10月12日
- 意大利總統乔瓦尼·格隆基– 1959年11月4日
- 意大利眾議院議長乔瓦尼·利昂纳– 1959年11月4日
- 意大利總理安东尼奥·塞尼– 1959年11月4日
- 愛爾蘭總統埃蒙·德·瓦莱拉– 1961年6月10日
- 西班牙王室首領胡安·德·波旁(死后追尊国王胡安三世)– 1962年5月11日
- 葡萄牙總統阿梅里科·托马斯– 1964年4月17日
- 葡萄牙總理安东尼奥·德·奥利维拉·萨拉查– 1964年4月17日
- 尼加拉瓜總統安纳斯塔西奥·索摩查·德瓦伊莱– 1968年10月23日
- 摩納哥的卡罗琳公主– 1981年11月18日
- 意大利末代王儲维托里奥·埃曼努埃莱·迪·萨伏伊– 2003年3月1日
- 巴拿馬總統米雷娅·莫斯科索– 2003年7月25日
- 秘鲁总统亚历杭德罗·托莱多–2003年11月21日
- 哥斯達黎加总统阿韦尔·帕切科–2003年11月21日
- 保加利亞总统格奥尔基·珀尔瓦诺夫–2004年11月26日

#### 由摩納哥親王阿尔贝二世授于
- 意大利總統卡洛·阿泽利奥·钱皮–2005年12月13日
- 斯洛文尼亞總統亚内兹·德尔诺夫舍克–2006年5月31日
- 突尼斯總統宰因·阿比丁·本·阿里–2006年9月7日
- 法国总统尼古拉·萨科齐–2008年4月25日
- 克羅地亞總統斯捷潘·梅西奇–2009年4月16日
- 羅馬尼亞總統特拉扬·伯塞斯库–2009年4月16日
- 馬耳他騎士團大教長马修·费斯廷–2009年10月14日
- 塞內加爾總統阿卜杜拉耶·瓦德–2009年10月9日